# Peter Huemer (Journalist)

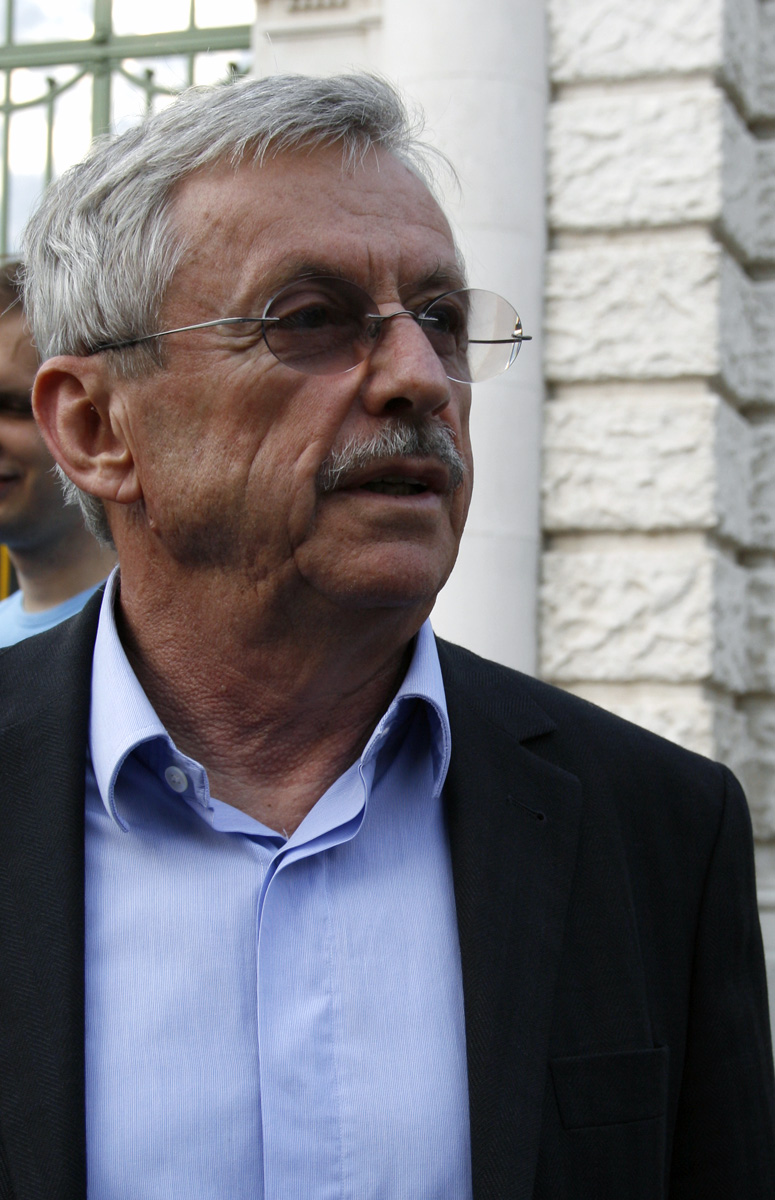
Peter Huemer (Wien 2008)

Peter Huemer (* 1941 in Linz) ist ein österreichischer Publizist, Journalist und Historiker.

## Leben
Aufgewachsen in Feldkirchen an der Donau, studierte Peter Huemer nach seiner Matura am Stiftsgymnasium Wilhering Geschichte, Germanistik und Kunstgeschichte an der Universität Wien, wo er 1968 mit einer zeitgeschichtlichen Dissertation über den Juristen Robert Hecht promovierte.
Von 1969 bis 2002 war er Mitarbeiter des Österreichischen Rundfunks. Bekannt wurde er vor allem als Leiter der Fernsehsendung Club 2. Nach seinem Abschied vom Club 2 moderierte er 14 Jahre lang die erfolgreiche Hörfunksendung Im Gespräch im Programm Österreich 1.
Im Jahr 2002 hatte er die Theodor-Herzl-Dozentur für Poetik des Journalismus an der Universität Wien inne. Seit 2005 ist er Mitglied im Redaktionsbeirat der Zeitschrift Datum. Huemer meldete sich auch weiterhin oft in österreichischen und internationalen Medien zu aktuellen Themen zu Wort.
Von 2011 bis 2015 führte Huemer durch eine monatliche Gesprächsreihe im stadtTheater walfischgasse mit jeweils einem Gast, darunter André Heller, Sally Perel, Sophie Freud, Michael Haneke, Joachim Gauck, Reinhold Messner und Harald Schmidt. In der Spielzeit 2013/2014 wirkte er außerdem am Wiener Burgtheater als Moderator beim Projekt Die letzten Zeugen von Doron Rabinovici und Matthias Hartmann mit.
Zwischen 2006 und 2022 war er Gastgeber von insgesamt 50 Wiener Stadtgesprächen der Arbeiterkammer Wien und der Wochenzeitung FALTER mit jeweils einem Gast, darunter Harald Welzer, Jean Ziegler und Peter Sloterdijk, seine Nachfolgerin ist Barbara Tóth.
Peter Huemer ist mit der Psychologin und ehemaligen Politikerin Friedrun Huemer verheiratet.

## Schriften
- Sektionschef Robert Hecht und die Zerstörung der Demokratie in Österreich. Eine historisch-politische Studie. Dissertation. Universität Wien 1968. Verlag für Geschichte und Politik, Wien 1975; Oldenbourg, München 1975.
- Warum das Fernsehen dümmer ist als das Radio. Reden über das Reden in den Medien. Picus, Wien 2003, ISBN 3-85452-781-0.
- Heimat. Lügen. Literatur. Texte zur gegenwärtigen Befindlichkeit. Der Apfel, Wien 2006, ISBN 3-85450-165-X.

Herausgeberschaft
- mit Grete Schurz (Hrsg.): Unterwerfung. Über den destruktiven Gehorsam. Zsolnay, Wien 1990.
- Im Gespräch. Kremayr und Scheriau, Wien 2003, ISBN 3-218-00576-0.
- Viktor Matejka: Das Buch Nr. 3. Mit Vorwort von Johannes Mario Simmel. Löcker, Wien 1993, ISBN 3-85409-222-9.

## Auszeichnungen
- 1971: Leopold-Kunschak-Preis
- 1987: Friedrich Torberg-Medaille
- 1992: Preis der Stadt Wien für Publizistik
- 2000: Willy und Helga Verkauf-Verlon Preis
- 2002: Axel-Corti-Preis
- 2004: Österreichischer Staatspreis für Kulturpublizistik; Huemer spendete das Preisgeld weiter an Ute Bock und Republikanischer Club – Neues Österreich.
- 2003: „Defensor Libertatis“ Positiv-Award der Big Brother Awards für Verdienste um die Verteidigung von Bürgerrechten im Informationszeitalter und den Einsatz für die Freiheit der Kommunikation[2]
- 2011: Österreichisches Ehrenkreuz für Wissenschaft und Kunst I. Klasse[3]
- 2012: Goldenes Ehrenzeichen der Stadt Wien
- 2016: Concordia-Preis für sein Lebenswerk[4]